# 斯托馬島

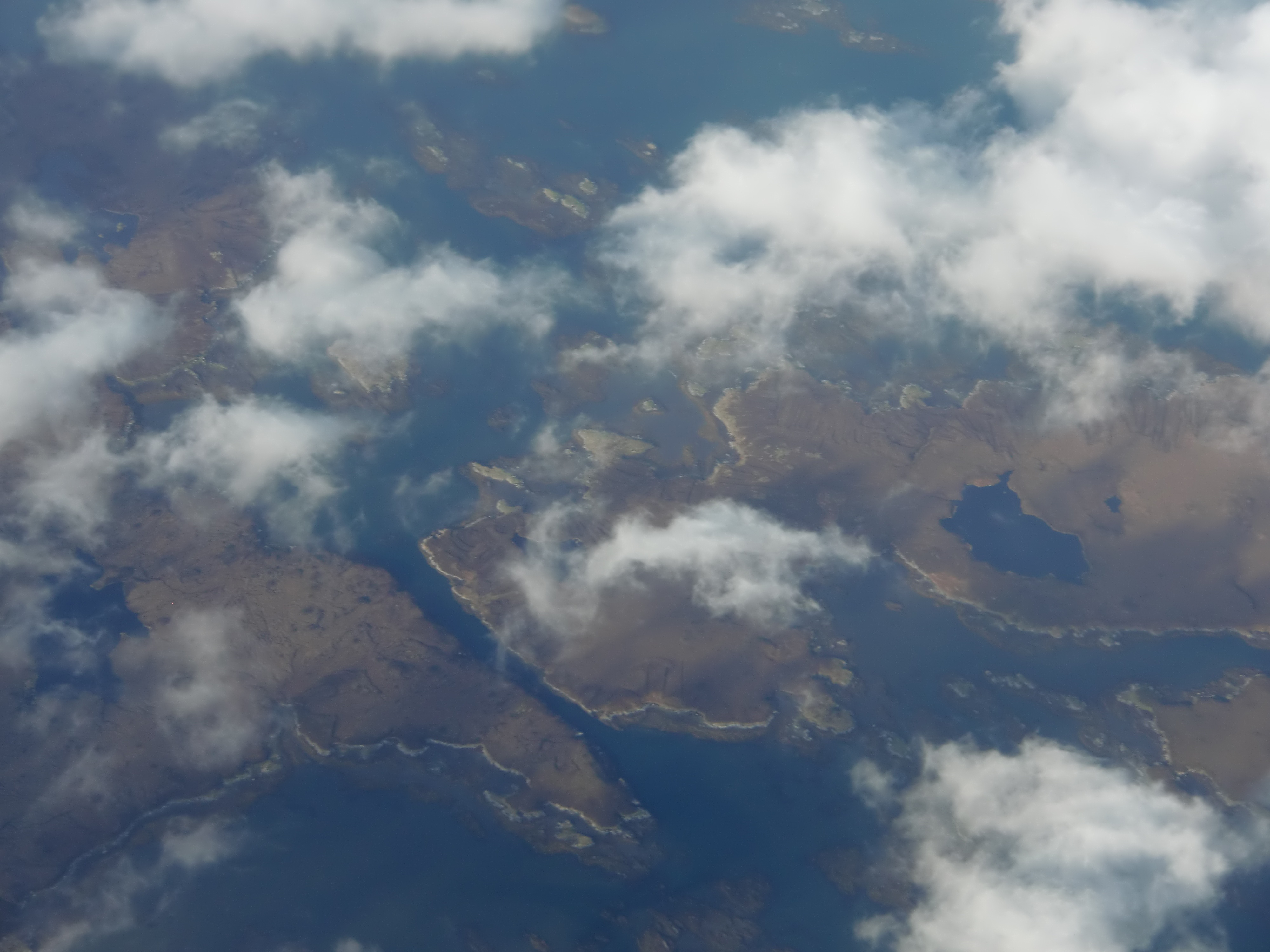

斯托馬島是蘇格蘭的島嶼，位於北尤伊斯特島附近的大西洋海域，屬於外赫布里底群島的一部分，面積0.66平方公里，最高點海拔高度16米，島上無人居住。
57°39′26″N 7°8′18″W / 57.65722°N 7.13833°W